# Stefan Wilkening
Stefan Wilkening (* 1967 in Hatzenport) ist ein deutscher Schauspieler sowie Sprecher von Hörspielen & Hörbüchern.

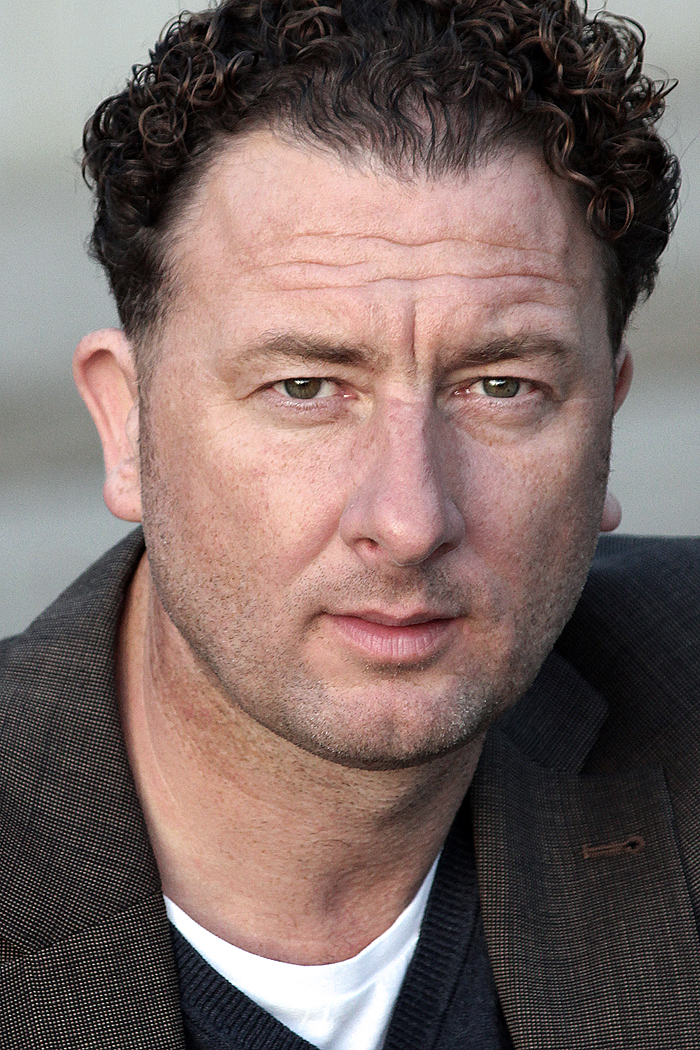
Stefan Wilkening

## Leben
Nach seinem Theologiestudium 1992 an der Universität in Mainz erlangte Wilkening 1996 sein Schauspieldiplom an der Otto Falckenberg Schule in München. Zusätzlich machte er eine Sprecherausbildung bei dem Hörfunkmoderator und Schauspieler Gustl Weishappel und arbeitete zunächst als Nachrichtensprecher bei Radio 7 in Ulm.
Als Bühnenschauspieler hatte Wilkening erste Engagements in diversen Rollen an den Münchener Kammerspielen unter der Intendanz von Dieter Dorn. Von 1996 bis 2000 war er beim Schauspiel Frankfurt u. a. in Oscar Wildes Bunbury als Algernoon und als Mercutio in Shakespeares Romeo und Julia sowie als Marquis Posa in Don Carlos zu sehen. Als festes Ensemblemitglied des Bayerischen Staatsschauspiels spielte er von 2000 bis 2011 u. a. die Hauptrolle des Alonso Quijano (Don Quijote) im gleichnamigen Stück.
Am Staatstheater am Gärtnerplatz wirkte er in verschiedenen Produktionen mit wie z. B. Peter und der Wolf und Paddington Bärs erstes Konzert jeweils als Conferencier. Erstmals 2015 war Stefan Wilkening an der Deutschen Oper am Rhein in Düsseldorf zu sehen. Dort spielte er den Glatzen-Per in der Oper Ronja Räubertochter. Zwischen 2016 und 2018 war er dort auch in der Sprechrolle Bassa Selim in Mozarts Singspiel Die Entführung aus dem Serail zu sehen. Am Staatstheater Augsburg spielte er 2016 in der Kálmán-Operette Die Csárdásfürstin den Feri von Kerekes.
Neben seiner Bühnentätigkeit ist Wilkening auch als Sprecher aktiv und in diversen Dokumentationen, Hörfunk- und Hörbuchproduktionen zu hören. Zu den regelmäßigen Engagements im Bayerischen Rundfunk zählen das „Betthupferl“, und die Dokureihe Lebenslinien. Er wirkt in einer Vielzahl an Lesungen und Livehörspielen mit, wie die Reihe „Klassik zum Staunen“ zusammen mit dem Münchner Rundfunkorchester. Das Familienkonzert Die kleine Hexe, das Wilkening 2018 als Sprecher begleitete, wurde 2019/2020 mit dem Medienpreis LEOPOLD – Gute Musik für Kinder ausgezeichnet.
In der jährlich stattfindenden Konzertreihe Mozartwoche in Salzburg, die seit 2017 von Rolando Villazón geleitet wird, wirkt Stefan Wilkening seit 2019 in verschiedenen Rollen mit. Etwa als Schauspieldirektor in Mozarts gleichnamiger Oper oder zusammen mit dem Geiger Emmanuel Tjeknavorian und dem Pianisten Maximilian Kromer in Allerliebster Papa, das in Mozarts Wohnhaus aufgeführt wurde und in dem ausgewählte Briefe Mozarts an seinen Vater vorgetragen wurden.
Im Fernsehen war Wilkening unter anderem in der ARD-Fernsehreihe Tatort, der ZDF-Serie Die Rosenheim-Cops und Hubert ohne Staller sehen. Im Kino wirkte er 2014 als Caporal Mayer in Volker Schlöndorffs Film Diplomatie und als Herr Kleiner im Film Im Labyrinth des Schweigens von Giulio Ricciarelli mit. Im Jahr 2020 erschienenen Märchenfilm Der starke Hans war Wilkening als Schmied zu sehen.

## Filmografie (Auswahl)
- 1993: Die Nacht kurz vor den Wäldern
- 1998: Schwarz greift ein
- 1999: Innendruck
- 2000–2001, 2006: Die Kommissarin
- 2003: Über Nacht
- 2008: Tatort: Liebeswirren
- 2010–2012: Um Himmels Willen
- 2010, 2014, 2017, 2021: Die Rosenheim-Cops
- 2011: Und dennoch lieben wir
- 2012: Heiter bis tödlich: Hubert und Staller – Floßfahrt ohne Wiederkehr
- 2012, 2013: Der Alte – Lautloser Tod, Tödliches Spiel
- 2013: Polizeiruf 110: Kinderparadies
- 2014: Diplomatie
- 2014: SOKO Kitzbühel – Feine Gesellschaft
- 2014: Im Labyrinth des Schweigens
- 2016: Um Himmels Willen – Kifferalarm
- 2016: Die Chefin – Oktoberfest
- 2016: Kommissarin Lucas – Kreuzweg
- 2017: Zaun an Zaun, Regie Peter Gersina
- 2018: Tatort: Damian
- 2019: FrauMutterTier, Regie Felicitas Darschin
- 2019–2020: Zimmer mit Stall
- 2020: Der starke Hans
- 2021: Hubert ohne Staller – Alles im Einklang
- 2022: Tatort: Saras Geständnis
- 2023: Der Alte – Die letzte Chance

## Theater (Auswahl)
- 2001: Hekabe, Rolle: Odysseus, Bayerisches Staatsschauspiel München
- 2001: Der Kaufmann von Venedig, Rolle: Gratianon, Bayerisches Staatsschauspiel München
- 2002: Titus Andronicus, Rolle: Lucius, Bayerisches Staatsschauspiel München
- 2003: Peanuts, Rolle: Schkreker, Bayerisches Staatsschauspiel München
- 2005: Der Gehülfe, Rolle: Joseph Marti, Bayerisches Staatsschauspiel München
- 2006: Androklus und der Löwe, Rolle: Spintho, Bayerisches Staatsschauspiel München
- 2007: Stoning Mary, Rolle: Vater, Bayerisches Staatsschauspiel München
- 2007: Das Leben ein Traum, Rolle: Clarin, Bayerisches Staatsschauspiel München
- 2008: Catweazle, der große Zauberer, Rolle: Catweazle, Bayerisches Staatsschauspiel München
- 2008: Stillleben in einem Graben, Rolle: Cop, Bayerisches Staatsschauspiel München
- 2009: Leichtes Spiel – neun Personen einer Frau, Rollen: Gast/Teamleiter/Sohn/Robert, Bayerisches Staatsschauspiel München
- 2009: Don Quijote von der Mancha, Rolle: Alonso Quijano (Don Quijote), Bayerisches Staatsschauspiel München
- 2010: Viel Lärm um nichts, Rolle: Don Pedro, Bayerisches Staatsschauspiel München
- 2010: Affäre Rue de Lourcine, Rolle: Mistingue, Bayerisches Staatsschauspiel München
- seit 2012: Peter und der Wolf, Rolle: Erzähler, Staatstheater am Gärtnerplatz
- seit 2013: Der Kontrabaß, Rolle: Der Kontrabassist, diverse Bühnen
- 2014: Paddington Bärs erstes Konzert, Rolle: Erzähler und Paddington Bär, Staatstheater am Gärtnerplatz
- 2015: Ronja Räubertochter, Rolle: Glatzen-Per, Deutsche Oper am Rhein, Düsseldorf
- 2016: Die Csárdásfürstin, Rolle: Ferencz von Kerrekes, Theater Augsburg
- 2017: Die Entführung aus dem Serail, Rolle: Bassa Selim, Deutsche Oper am Rhein, Düsseldorf
- 2019: Der Schauspieldirektor/Bastien und Bastienne, Rolle: Schauspieldirektor Frank,  Mozartwoche Salzburg

## Hörbücher (Auswahl)
Wilkening ist im Laufe seiner Karriere bereits für verschiedene Verlage tätig gewesen, so etwa für der Hörverlag, Hörbuch Hamburg, der Audio Verlag, Argon Verlag, Audio Media Verlag, BookBeat & Audible.

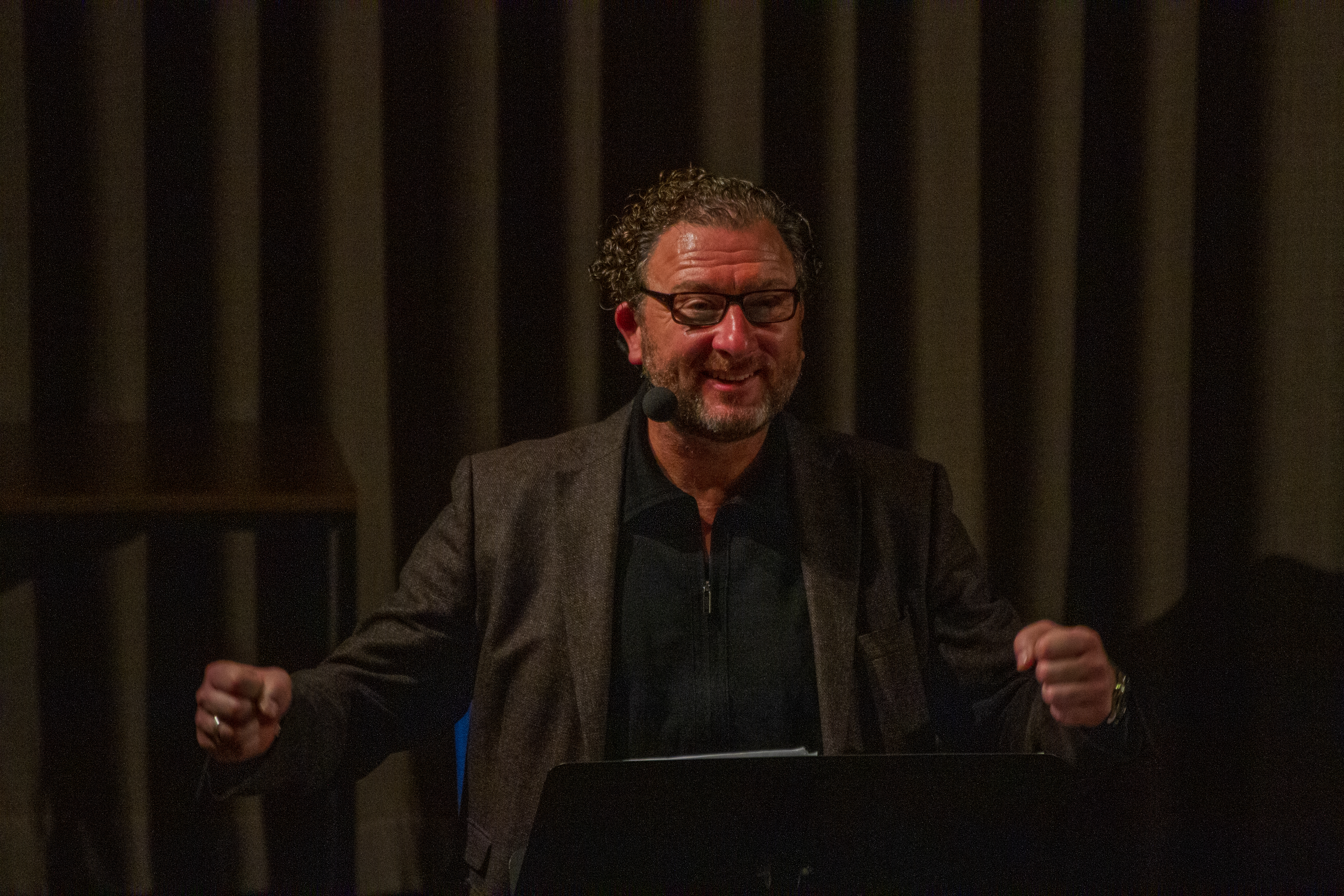
Wilkening auf den 20. Darmstädter Gitarrentagen als Sprecher

- 2003: Tea Bag, von Henning Mankell
- 2006: Rennschwein Rudi Rüssel, von Uwe Timm
- 2007: Merlin und die Flügel der Freiheit, von Thomas A. Barron, Teil 1–5
- 2008: Die Bibel – das Buch Tobit und das Buch Ezechiel, Weltbildverlag
- 2009: Die Avalon Saga, von Thomas A. Barron
- 2010: Die Schlafwandler, von Hermann Broch
- 2011: Flashman in Afghanistan und Flashman in Deutschland, von G. MacDonald Fraser
- 2012: Schlussblende, Das Lied der Sirenen und Ein kalter Strom von Val McDermid
- 2012: Ulysses, James Joyce
- 2012: Die schönsten Märchen, Die Brüder Grimm (Neuauflage)
- 2012: Alles über Sally, von Arno Geiger
- 2012: Glaube der Lüge von Elizabeth George, Der Hörverlag, ISBN 978-3-86717-880-8 (gekürzte Lesung 8 CDs, ca. 537 Min.)
- 2012: Vatermord von Val McDermid, Knaur Der Hörverlag, ISBN 978-3-8445-0831-4 (als Downloadversion, 949 Min.)
- 2013: Der Wolkenatlas, von David Mitchell
- 2013: Blütenherz und Zaubergarten, zusammen u.a mit. Elke Heidenreich, Juliane Köhler, Hörverlag München  (4 CD, 271 Min.)
- 2013: Nur eine böse Tat von Elizabeth George
- 2014: Meister und Margarita, Michail Bulgakow
- 2015: Bedenke, was du tust von Elizabeth George
- 2016: Jack London – Lockruf des Goldes
- 2016: Lincoln Child – Frequenz
- 2016: Das Buch vom Meer – Morten A. Strøksnes
- 2017: Das Schloss, Franz Kafka
- 2017: Marx. Der Unvollendete
- 2018: Elizabeth George: Wer Strafe verdient
- 2019: Friedrich Schiller: Wilhelm Tell
- 2019: Die kleine Hexe
- 2019: Faust – Der Tragödie erster Teil, Johann Wolfgang von Goethe
- 2020: Michael Christie: Das Flüstern der Bäume
- 2021: Ai Weiwei – 1000 Jahre Freud und Leid
- 2022: Elizabeth George: Was im Verborgenen ruht
- 2023: Boris Herrmann, Andreas Wolfers: Abenteuer Ocean Race. Mit meinem Team beim Rennen um die Welt

## Hörspiele und Features
- 2009: Rudolf Herfurtner: Orphea und der Klangzauberer – Regie: Leonhard Huber (Kinderhörspiel, 2 Teile – Igel Records/BR)
- 2011: Elfriede Jelinek: Rechnitz. Hörspiel. Regie: Leonhard Koppelmann (Hörspiel – BR)
- 2014: Christian Lösch: Democracy? No signal – Regie: Stefanie Ramb (Feature – BR)
- 2015: Mira Alexandra Schnoor: Empfindsame Reise zu Tristram Shandy und seinem Schöpfer Laurence Sterne. Eine Annäherung in fünfzehn Kapiteln. Feature. Rolle: Laurence Sterne. BR Hörspiel und Medienkunst. Als Podcast/Download im BR Hörspiel Pool.[6]
- 2016: Franz Kafka: Das Schloss, Hörspiel in 12 Teilen. Rolle: Erlanger. Bearbeitung, Komposition und Regie: Klaus Buhlert, Produktion: BR Hörspiel und Medienkunst 2016. Als Podcast/Download im BR Hörspiel Pool.[7]
- 2020–2022: Elena Ferrante: Neapolitanische Saga. Hörspiel in vier Staffeln (18 Folgen). Rolle: Vater Greco. Bearbeitung und Regie: Martin Heindel, Katja Langenbach, Produktion: Bayerischer Rundfunk. Als Podcast/Download in der ARD-Audiothek.[8]